# Catherine Millet
Catherine Millet (Bois-Colombes, Hauts-de-Seine, Francia, 1 de abril de 1948) es una escritora, comisaria de exposiciones y crítica de arte francesa.
Fundadora y directora de Art Press, una de las revistas de arte más influyentes de Francia, Catherine Millet es la autora de varios libros sobre arte contemporáneo y una experta en la obra del pintor español Salvador Dalí y del artista Yves Klein.
En 2001 Catherine Millet presentó su libro La vida sexual de Catherine M., que vendió 3 millones de ejemplares y se tradujo a 40 idiomas. La autora narró detalles de su vida sexual, describiendo en forma explícita encuentros sexuales que involucraban a desconocidos y a grupos de hasta 150 personas, en una gran variedad de escenarios, incluyendo clubes, aceras, plazas y casas de amigos. La descripción precisa de escenas sexuales y de fotos íntimas han dividido a los críticos. Algunos ven el libro como un hito a favor de la libertad de las mujeres, y otros lo consideran simple pornografía.
En 2009, Catherine Millet publicó Celos: El otro lado de Catherine M., obra que aborda las relaciones estables y las crisis de celos vividas por la escritora en paralelo a las aventuras sexuales contadas en el libro de 2001.
Desde 2011 es parte del jurado del festival de cine de Saint-Germain.
En abril de 2016, Catherine Millet recibió el Prix François Morellet de Régine Catin, Laurent Hamon y Philippe Méaille. Presentado en las Jornadas Nacionales de Libros y Vino (Saumur), en colaboración con el Château de Montsoreau-Museo de Arte Contemporáneo, premia a una personalidad por su compromiso y sus escritos en favor del arte contemporáneo.